# Alfred Oulevay
Pour les articles homonymes, voir Oulevay.
Alfred Oulevay, né le 31 juillet 1896 à Morges et mort le 2 mai 1965 dans la même ville, est une personnalité politique suisse membre du PRD.

## Biographie
Après avoir suivi des études dans une école supérieure de commerce en Allemagne et des stages en Italie, il dirige la fabrique de biscuits paternelle à Morges de 1927 à 1950.
Conseiller communal à Morges, il est député au Grand Conseil du canton de Vaud de 1933 à 1949 et président du parti radical de Morges de 1942 à 1945.
Le 3 décembre 1950 il entre au Conseil d'État vaudois où il prend en charge le Département des finances et dès 1955 le département de l'agriculture, de l'industrie et du commerce. Il quitte l'exécutif en 1962.
Dès 1954, il est nommé administrateur du fonds de compensation AVS, puis membre du conseil de la Banque nationale suisse en 1955.

## Source
Paola Crivelli, « Oulevay, Alfred » dans le Dictionnaire historique de la Suisse en ligne, version du 17 novembre 2009.